# Hair of the Dog
Hair of the Dog je šesté studiové album skotské hardrockové skupiny Nazareth. Vydáno bylo v dubnu roku 1975 společností Vertigo Records a jeho producentem byl Manny Charlton. Nahráno bylo ve studiu Escape Studios v Kentu, přičemž různé dodělávky byly dokončeny v londýnském AIR Studios, kde zároveň proběhlo mixování nahrávek. Po třech albech s Rogerem Gloverem z Deep Purple nastoupil na tuto pozici Manny Charlton, kterou obsadil pro několik dalších alb.
Toto album je nejznámějším a nejprodávanějším vydáním skupiny, celosvětově se prodalo přes dva miliony kopií.
Hair of The Dog bylo prvním velkým hitovým albem Nazareth (kromě menšího úspěchu Razamanaz), včetně klasik, jako je titulní skladba, verze písně The Everly Brothers „Love Hurts“ (pouze na americké verzi, na kanadské a evropské, nahradila původní „Guilty“), „Beggars Day“ a „Please Don't Judas Me“. Podle nazaretského frontmana Dana McCaffertyho, skladba Hair of The Dog, ve které se nepoctivá mladá žena konečně setkává se svým sokem, poskytla originální název alba s rozpoznatelným sborem „teď si zahráváš s... parchantem!“ („dědic psa“). Nahrávací společnost Nazareth jim nehodlala dovolit pojmenovat projekt Son of a Bitch. Proto byly Hair of the Dog vybrány jako kompromis, který dokončuje vydání určující kariéru. Název alba je často považován za zkrácenou formu fráze popisující lék na lidovou kocovinu, „srst psa, který vás kousl“. Album bylo poprvé znovu vydáno na CD v USA v roce 1984; disk byl vyroben v Japonsku s vložkami vytištěnými v Japonsku. Od roku 1997 vycházejí také remasterované edice s různými sadami bonusových skladeb. Jméno tvora na obalu alba není známo. Obal alba navrhl David Fairbrother-Roe.

## Seznam skladeb (UK)
1. Hair of the Dog – 4:10
2. Miss Misery – 4:41
3. Guilty /Randy Newman/ – 3:38
4. Changin' Times – 6:03
5. a) Beggars Day /Nils Lofgren/
6. b) Rose in the Heather – 6:30
7. Whiskey Drinkin' Woman – 5:30
8. Please Don't Judas Me – 9:50

## Obsazení
Nazareth
- Dan McCafferty – zpěv
- Manny Charlton – kytara, syntezátor
- Pete Agnew – baskytara, doprovodné vokály
- Darrell Sweet – bicí, perkuse, doprovodné vokály

Ostatní hudebníci
- Max Middleton – klavír (3)
- Simon Phillips – tabla (7)
- Vicki Brown – doprovodné vokály (3)
- Liza Strike – doprovodné vokály (3)
- Barry St. John – doprovodné vokály (3)
- Vicky Silva – doprovodné vokály (7)